# (35095) 1991 GY3
1991 GY3 (asteroide 35095) é um asteroide da cintura principal. Possui uma excentricidade de 0.12471330 e uma inclinação de 2.81925º.
Este asteroide foi descoberto no dia 8 de abril de 1991 por Eric Walter Elst em La Silla.